# Lillie Bridge

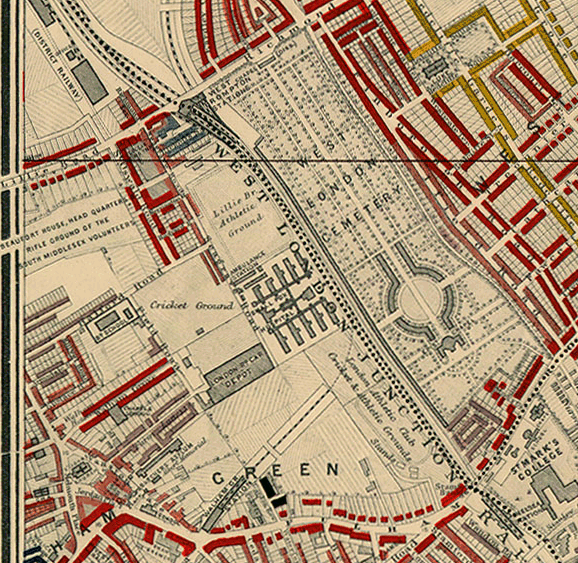
Localización de Lillie Bridge Athletic Ground, adyacente a la línea de ferrocarril junto a la estación de West Brompton.

Lillie Bridge Grounds fue un campo deportivo en Londres cerca del actual estadio de Stamford Bridge. Inaugurado en 1867, cayó en desuso tras la inauguración de Stamford Bridge, y al quedarse destrozado tras una revuelta entre 15.000 espectadores en 1887, quedó definitivamente cerrado en 1888.
Entre otros deportes y actividades celebradas en las instalaciones, el campo albergó competiciones de atletismo, ciclismo, fútbol y críquet.

## Boxeo
En 1867, se celebraron los primeros campeonatos de boxeo amateur de la historia. El torneo fue patrocinado por el 9.º Marqués de Queensberry, y utilizó un set de doce reglas que serían publicadas en ese momento con el nombre de "reglas de Queensberry para el deporte del boxeo", o como son universalmente conocidas, Reglas de Queensberry, y que incluirían por primera vez, el uso de guantes.

## Fútbol
Tras ganar la primera final de la FA Cup en 1872 en el estadio de Kennington Oval, el Wanderers, que no tenía campo propio, eligió Lillie Bridge para la celebración de la final de 1873, en la que también se proclamó campeón.

## Cricket
El Middlesex County Cricket Club tuvo como campo a Lillie Bridge entre 1869 y 1872.

## Atletismo
Lillie Bridge fue la sede del Amateur Athletic Club, el antecesor de la Amateur Athletic Association. Asimismo, entre 1867 y 1887, la competición anual de atletismo entre las universidades de Oxford y Cambridge se celebró allí hasta el cierre del campo.